# Romont, Bern
Romont är en ort och kommun i distriktet Jura bernois i kantonen Bern, Schweiz. Kommunen har 234 invånare (2023).